# Портландия (телесериал)
«Портла́ндия» (англ. Portlandia) — американский комедийный телесериал, снятый в стиле скетчком. Почти все роли в сериале исполняют два актёра: Фред Армисен (бывший актёр Saturday Night Live) и Кэрри Браунштейн (участница рок-групп Wild Flag и Sleater-Kinney).
Место действия — город Портленд, штат Орегон, который предстаёт как своеобразная хипстерская столица мира, практически все жители которого являются вегетарианцами, помешаны на велосипедах, инди-роке, фотографии, экологии и пр. Большая часть сцен снята непосредственно в Портленде и его окрестностях. Премьера состоялась на независимом канале IFC 21 января 2011 года.
14 января 2017 было объявлено о продлении сериала на восьмой сезон, который будет последним.

## Название
Сериал назван в честь одноимённой статуи, которая находится над входом в Портленд-билдинг, муниципальное здание в центре города. Эту статую можно увидеть в заставке сериала.

## Сезоны
| Сезон | Сезон | Эпизоды | Оригинальная дата показа | Оригинальная дата показа |
| Сезон | Сезон | Эпизоды | Премьера сезона          | Финал сезона             |
| ----- | ----- | ------- | ------------------------ | ------------------------ |
|       | 1     | 6       | 21 января 2011           | 25 февраля 2011          |
|       | 2     | 10      | 6 января 2012            | 9 марта 2012             |
|       | 3     | 11      | 14 декабря 2012          | 1 марта 2013             |
|       | 4     | 10      | 27 февраля 2014          | 1 мая 2014               |
|       | 5     | 10      | 8 января 2015            | 12 марта 2015            |
|       | 6     | 10      | 21 января 2016           | 24 марта 2016            |
|       | 7     | 10      | 5 января 2017            | 9 марта 2017             |
|       | 8     | 10      | 18 января 2018           | 22 марта 2018            |

## Съёмки и продвижение
Армисен и Браунштейн впервые встретились в начале 2000-х, а в 2005-м начали вместе работать над комедийными скетчами для Интернета. Вскоре постоянным местом действия скетчей стал Портленд, штат Орегон.
В 2009 году Армисен и Браунштейн предложили проект нового комедийного сериала Лорну Майклсу, продюсеру Saturday Night Live и главе Broadway Video Production. Их проект скоро был одобрен, съёмки первого сезона прошли в августе-сентябре 2010 года. Бюджет составил менее миллиона долларов. Армисен и Браунштейн сами написали музыку к сериалу, режиссёр Джонатан Крисел стал их соавтором.

В начале 2012 года, перед премьерой второго сезона, Армисен и Брауншетейн выступили с серией живых сценических шоу. Они разыгрывали комедийные сценки, пели песни и демонстрировали отрывки из предстоящих эпизодов. Концерты прошли в Сан-Франциско, Лос-Анджелесе, Чикаго, Бостоне, Нью-Йорке, Вашингтоне, Атланте, Сиэтле и, разумеется, в Портленде.
Мэр Портленда Сэм Адамс провозгласил 21 января 2011 года Днём «Портландии». Официальное заявление об этом было украшено птичками: это отсылка к одному из скетчей, в котором утверждается, что в Портленде достаточно пририсовать к чему-нибудь птичку, чтобы это считалось искусством. Одна из фирм, проводящих велотуры, начала предлагать маршрут по местам съёмок «Портландии». Музыка, звучащая в заставке сериала — композиция Feel It All Around американского музыканта Washed Out.

## Знаменитости
Среди приглашённых звёзд в сериале отметились актёры Кайл Маклахлен, Сельма Блэр, Стив Бушеми, Кирстен Данст, Обри Плаза, Наташа Лионн, Хлоя Севиньи, Джейсон Судейкис, Энди Сэмберг, Оливия Уайлд, Зак Эфрон, музыканты Эдди Веддер, Энни Кларк, Сара Маклахлан, Эйми Манн, Джек Уайт, режиссёр Гас Ван Сент, спортсмены Грег Луганис и Мартина Навратилова, сооснователь Microsoft Пол Аллен, а также действующий (на тот момент) мэр Портленда Сэм Адамс в роли помощника мэра.

## Награды
- Прайм-тайм премия «Эмми» команде костюмеров[4] (2011 и 2013)
- Премия Грейси за выдающееся исполнение женской роли в комедийном сериале[5] — Кэрри Браунштейн (2012)
- Премия Пибоди за выдающиеся достижения в области телевещания[6] (2012)
- Премия Гильдии сценаристов США за лучший комедийный сериал[7] (2013)